# Борисенко Антоніна Трохимівна
Антоніна Трохимівна Борисенко (нар. 1914, Харків — пом. ?) — українська радянська архітекторка; член Спілки архітекторів України.

## З життєпису
Народилася у 1914 році у Харкові. Протягом 1932—1932 років навчалася у Харківському художньому інституті. 1937 року закінчила Харківський інститут комунального господарства, отримала спеціальність архітектора-містобудівника.
Протягом 1937—1941 років працювала в проєктних організаціях Харкова, з 1943 року — у Києві. Серед робіт: проєкти забудови міст Ворошиловграда (1945—1949, 1955—1964) і Артемівська (1947—1949).